# トバゴ島

トバゴ島
Tobago

地域の標語：Pulchrior Evenit
地域の歌：Forged from the Love of Liberty

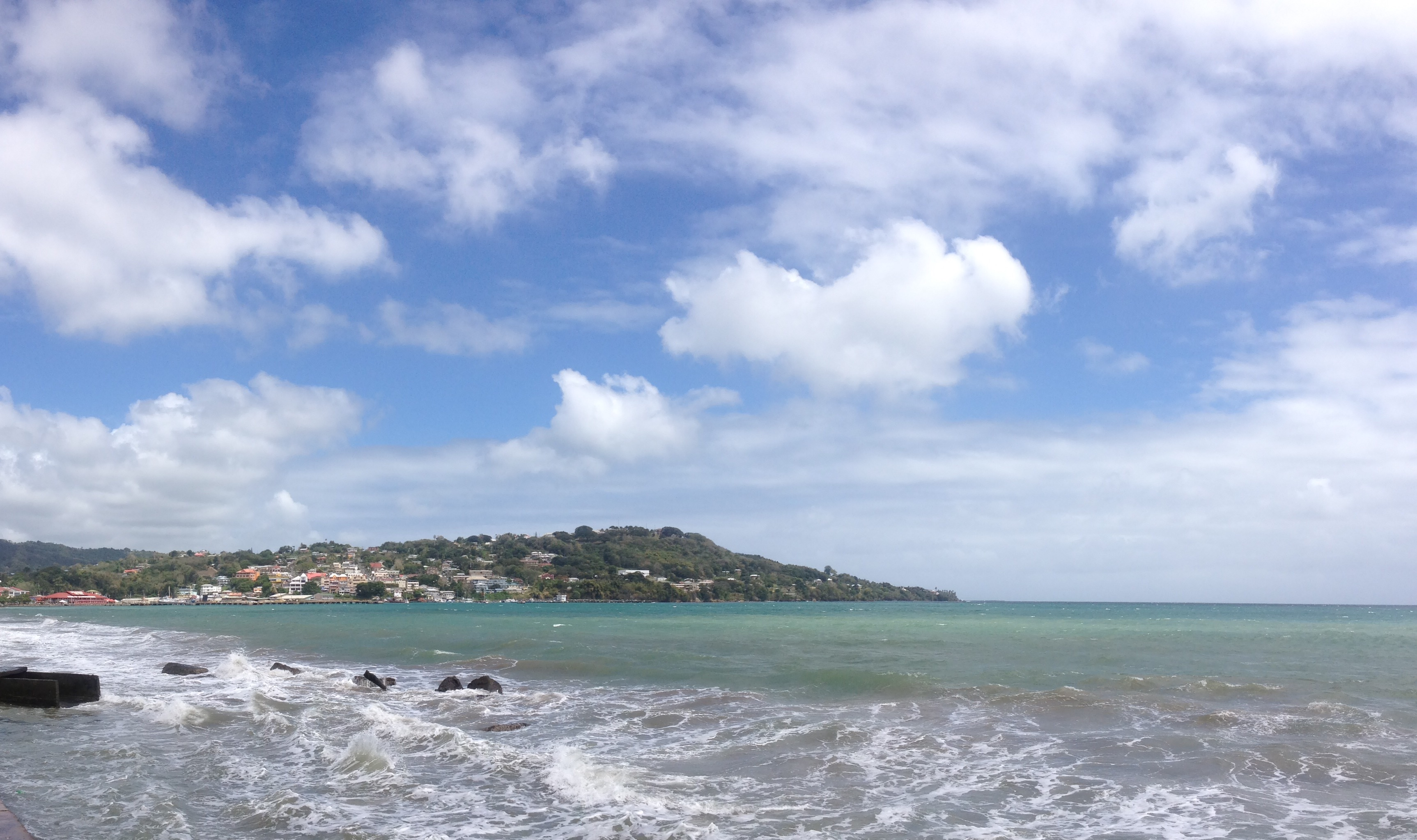
首府スカボローのパノラマ（2015年）

トバゴ島（Tobago）はカリブ海の小アンティル諸島のウィンドワード諸島にある、トリニダード島の北東の約34kmに位置する島。トリニダード島と共にトリニダード・トバゴ共和国を結成している。自治権を持っており、独自の議会（トバゴ議会）がある。面積はモルディブと同じ程度で、人口は6万人（2011年国勢調査）。

## 歴史
先住民のカリブ族が居定住していたトバゴ島は1498年クリストファー・コロンブスにより発見された。山がちなこの島は貿易風の通路にあたる事から航路において重要な位置にあったために、1626年から1802年の間にフランス、イギリス、オランダ、クールラント（現ラトビア）の間で31回も取り合いをしていたが1814年に正式にイギリス領となった。1889年にトリニダード島と共にイギリス領として統合された。1962年にトリニダード・トバゴ共和国として独立。1980年にトバゴ島は独自の国民議会を開催し、1987年に内政自治を獲得した。

## 政治
1987年に内政自治を獲得しているが、トバゴ島には分離独立の動きもあり、1977年トリニダード・トバゴの大統領だったアーサー・N・R・ロビンソンはトバゴ島の自治政府を始める為の運動を展開した。これを支持していた大学教授のウィンストン・マレーが12月31日トバゴ島出身の兵士ヒューバート・ハケットの助けを受け、同僚達と共にトバゴ島の分離派の旗を挙げ、ファーゴ・ハウス運動（Fargo House Movement）と言うトバゴ島の分離派政党を結成し、分離独立を訴えている発動を展開した。ファーゴ・ハウス運動の名前の由来はトバゴ島初の政治家A・P・T・ジェームズの別名"ファーゴ"の名から。

## 行政区画

トバゴ島の教区

トバゴ島は、7つの教区（Parish）に区分される。
- セント・ジョージ教区
- セント・メアリー教区
- セント・アンドリュー教区
- セント・パトリック教区
- セント・デイビッド教区
- セント・ポール教区
- セント・ジョン教区

## 地理
長細い山がちな火山島で島の中心に中央山脈があり、最高地点はピジョン・ピーク（576m）である。海岸はサンゴ礁に取り囲まれており、ヤシの木が立ち並ぶ美しい海岸である。セント・ジルズ島とリトル・トバゴ島の小島がトバゴ島の近くにあり、リトル・トバゴ島では1909年にニューギニア島から持ち込まれたゴクラクチョウが繁殖している。
中央山脈の熱帯林および周辺の海域を含むトバゴ島北東部には固有種のトリニダードハチクイモドキとヤブヒメモズモドキ（Hylophilus insularis）が生息しており、2020年にユネスコの生物圏保護区に指定された。また、西端部のボン・アコード・ラグーンおよび沖合のバクー礁にはサンゴ礁、海草の藻場、マングローブ、湿地などがあり、エルクホーンサンゴ、Diploria labyrinthiformis、Pseudodiploria strigosa、スターレットサンゴなどのサンゴおよび絶滅危惧種のタイマイが生息している。2005年にラムサール条約登録地となった。

## 交通
- クラウン・ポイント空港

## 経済
主産物はカカオ、コーヒー、木材など、トバゴ島は観光産業が盛んでヤシの木に囲まれた白浜の美しいビーチが観光客を引き付ける。

## 住民
様々な人種がいるトリニダード島と違って、トバゴ島はネグロイドの黒人が殆どを占める。公用語は英語だが、トバゴ島独自の英語ベースのクレオール語のトバゴ・クレオール語も話す。

## 文化
スポーツでは、サッカーが盛ん。サッカートバゴ代表というトバゴ島独自の代表チームがある。